# CoCo都可
CoCo都可（英語：CoCo Fresh Tea & Juice），原名都可茶飲，公司全名為億可國際飲食股份有限公司，是一間於台灣新北市淡水區成立的連鎖手搖飲料店品牌，由現任董事長洪肇水於1997年創立。在亞洲、南太平洋、北美地區、歐洲、美洲、大洋洲、非洲、加拿大、菲律賓等都擁有門市，全球共有約4,500多家分店，成為台灣擁有最多分店的手搖品牌。
每年定期舉辦都可日(生日慶)、飆涼等優惠活動回饋鄉里

## 歷史
1997年5月，洪肇水等三人於台北縣淡水鎮共同成立泡沫紅茶店「都可流行生活飲食」。
2007年，都可在江蘇蘇州建立起首家門市，並於之後開始向海外市場拓展。
2024年，開放台灣台中以南加盟

## 聯名活動
2023年 與手遊《鋼之鍊金術師 M》跨界聯名
2023年 與統一木瓜牛乳聯名合作推出「拍拍拍呀」系列兩款創意新品
2024年 與Poki百吉合作推出「檸檬奇遇桔」、「百香雙響炮」冰棒
2024年 與泰山合作 以超人氣飲品「百香雙響炮」為主題推出「百香派對」新鮮屋
2024年 與統一木瓜牛乳聯名合作推出超台有「料」手搖飲「拍拍拍呀青牛乳」
2025年 與Poki百吉合作推出「葡萄柚果粒茶」、「奶茶三兄弟」冰棒
2025年 與當紅棒球啦啦隊隊員 李多慧，合作於西門町CoCo門市舉辦一日店長活動，舉辦親簽名立牌公益拍賣

## 新聞事件

### 食品安全事件
CoCo都可曾发生多起食品安全事件，以下为一些典型事件：
- 2018年4月底，一日籍女遊客在台湾新北市淡水一家大賣場的CoCo都可门市购买「莓果戀人」飲料，發現杯底有隻超過5公分的大蜈蚣，之後她腹瀉就醫，醫師診斷是胃腸炎、結腸炎[16]。
- 2019年8月20日，江苏省淮安市市场监督管理局展开了一场针对部分餐饮企业的突击检查。执法人员在位于中央国际新亚广场的CoCo都可店的原料库里，发现了一顆严重霉变的柠檬和一顆腐烂的西柚。其后門市负责人被约谈，并下达责令改正通知书[17]。

### 在香港反修例风波期间的政治表态
2019年6月16日，正值「香港黑衣大遊行」當天，有中國網民發現，CoCo都可的香港灣仔分店在收據印上「香港人加油」5個字，並於8月6日上傳收據照片到中國各大社群平台，被指支持台獨、港獨。遭到揚言抵制後，新浪微博帳號「都可coco奶茶總部」在8月9日聲明指出，收據為員工私自修改訊息，將暫停該門市營業。CoCo都可表示，「香港是中華人民共和國不可分割的一部分，沒有任何模糊空間」。

## 榮譽
| 年份          | 名稱                                | 參考資料 |
| ------------- | ----------------------------------- | -------- |
| 2017年–2018年 | 世界品牌獎（World Branding Awards） | [ 19 ]   |
| 2024年–2025年 | 世界品牌獎（World Branding Awards） | [ 20 ]   |

## 图集

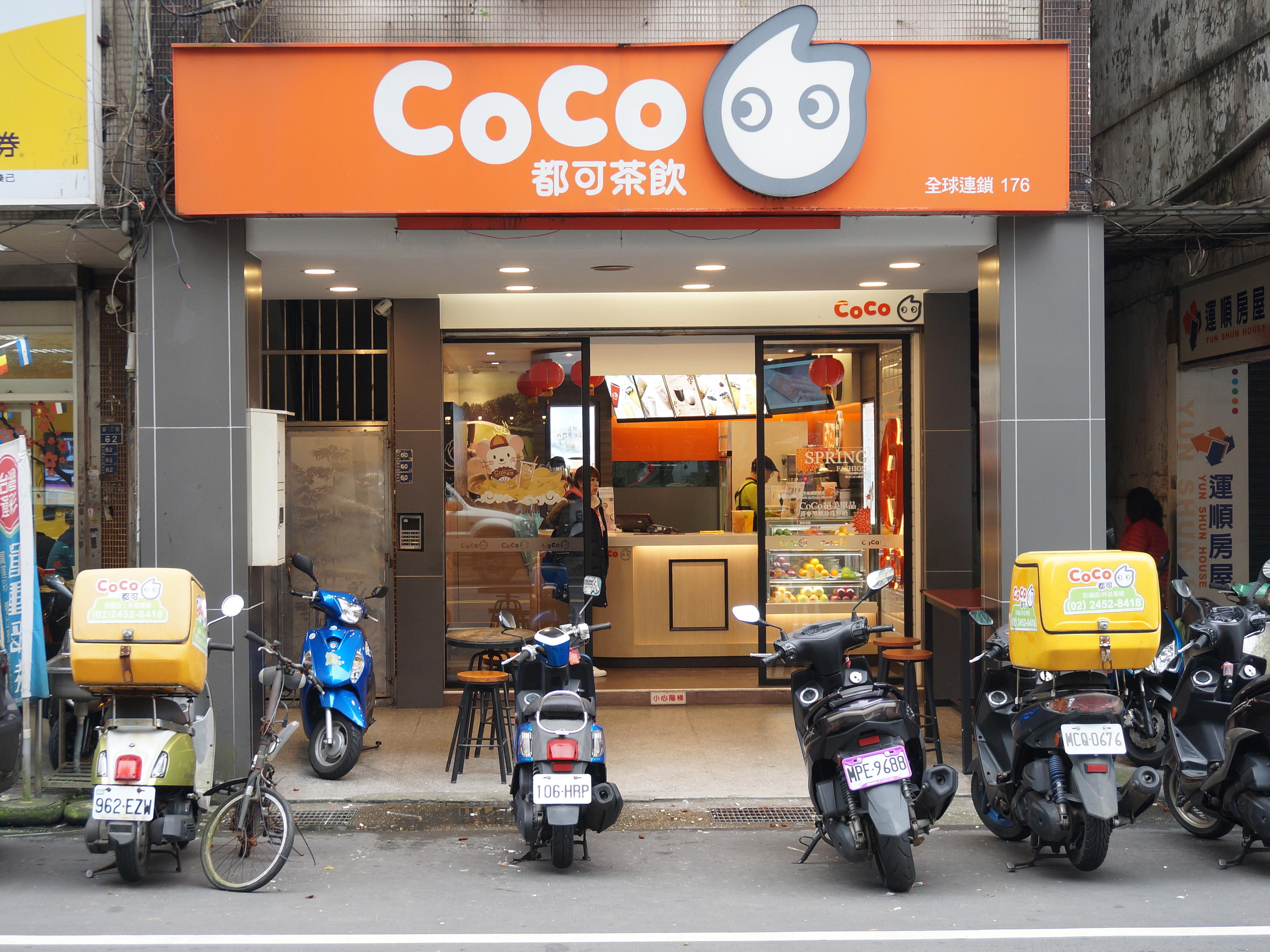
臺灣基隆市百福店
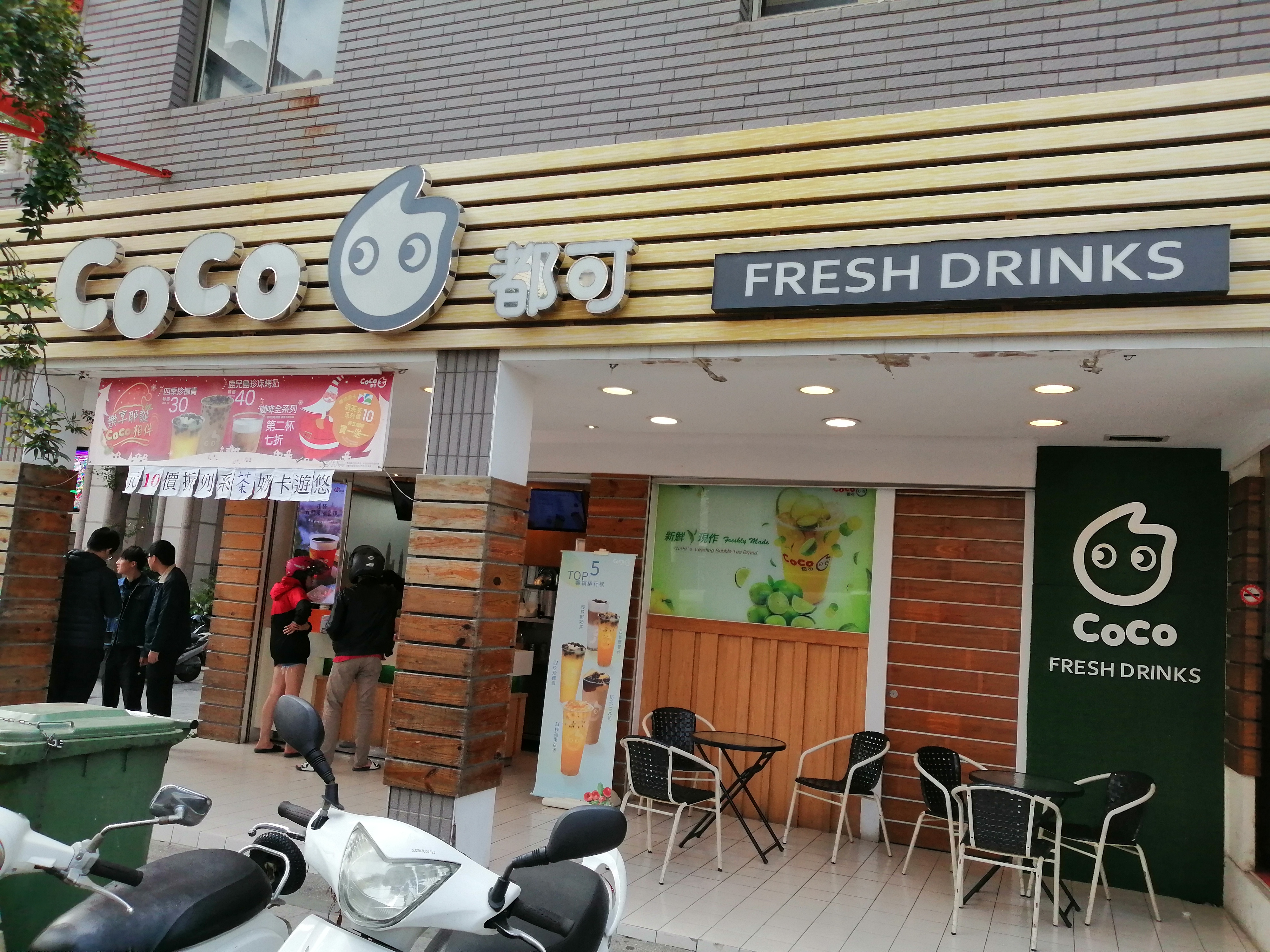
福建省金門縣金城店
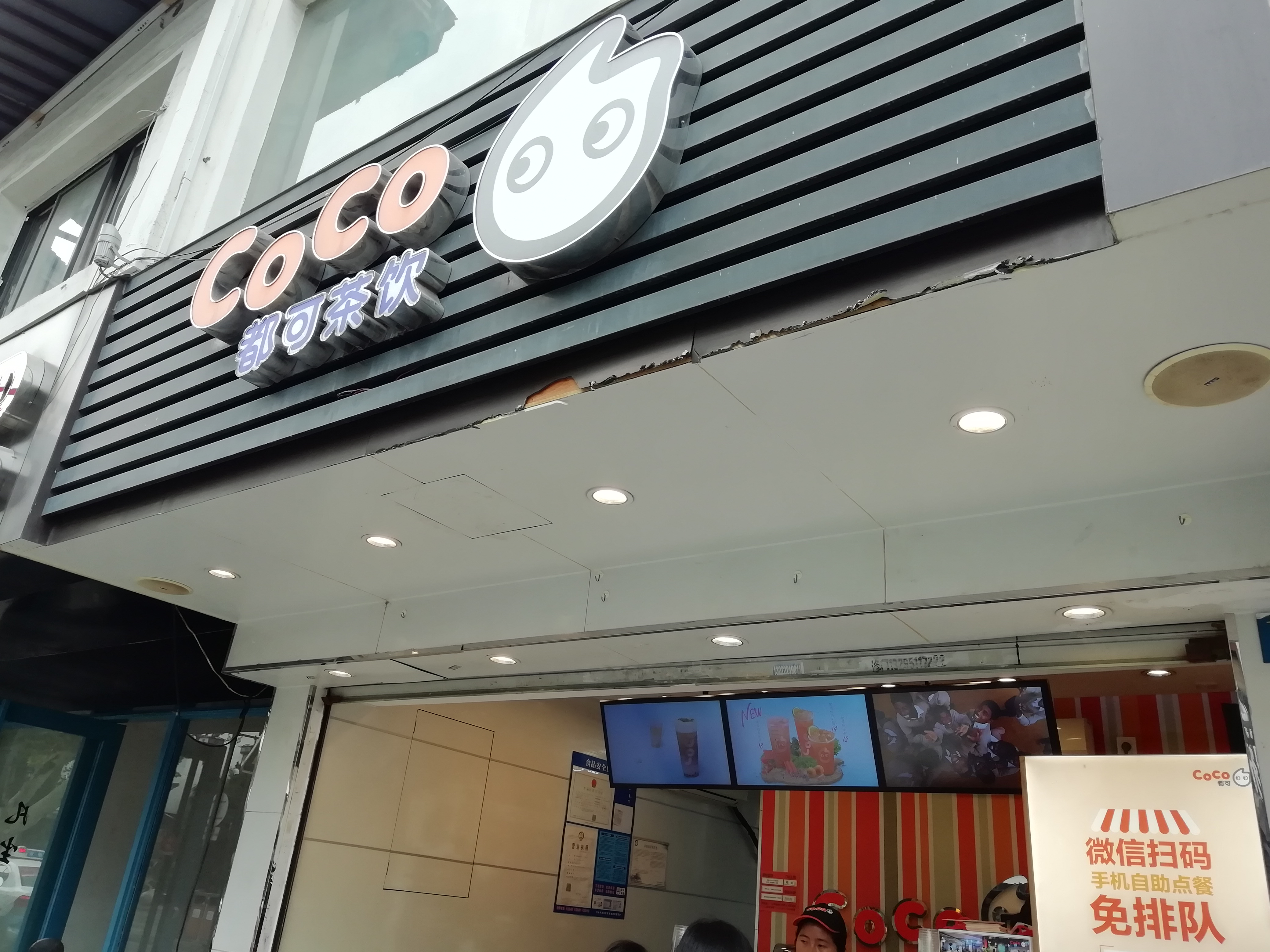
中国大陆江苏省苏州市十全街店，为中国大陆（即台湾以外）首家門市（2018年）
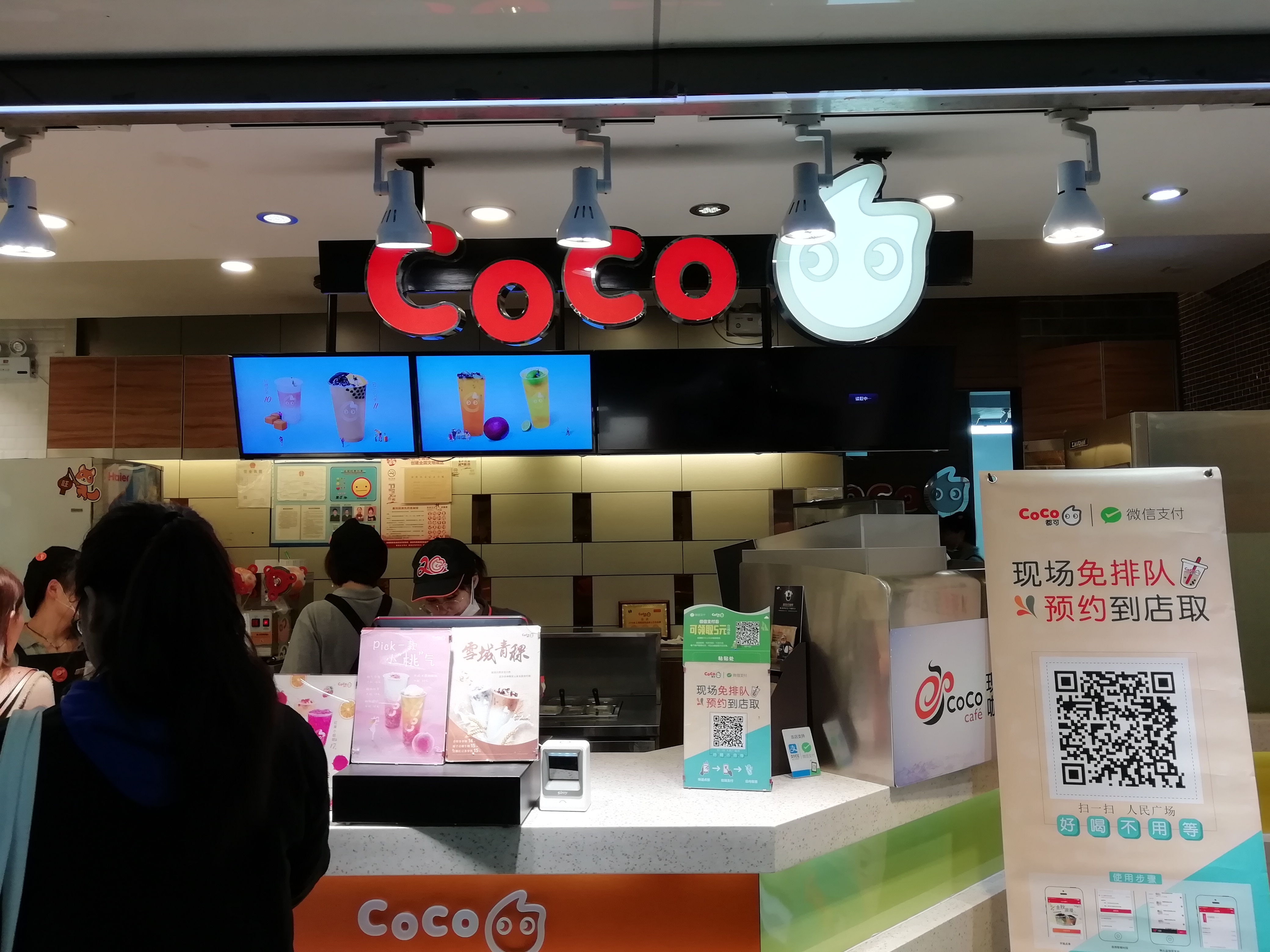
中国大陆上海市人民广场站店（已结业）
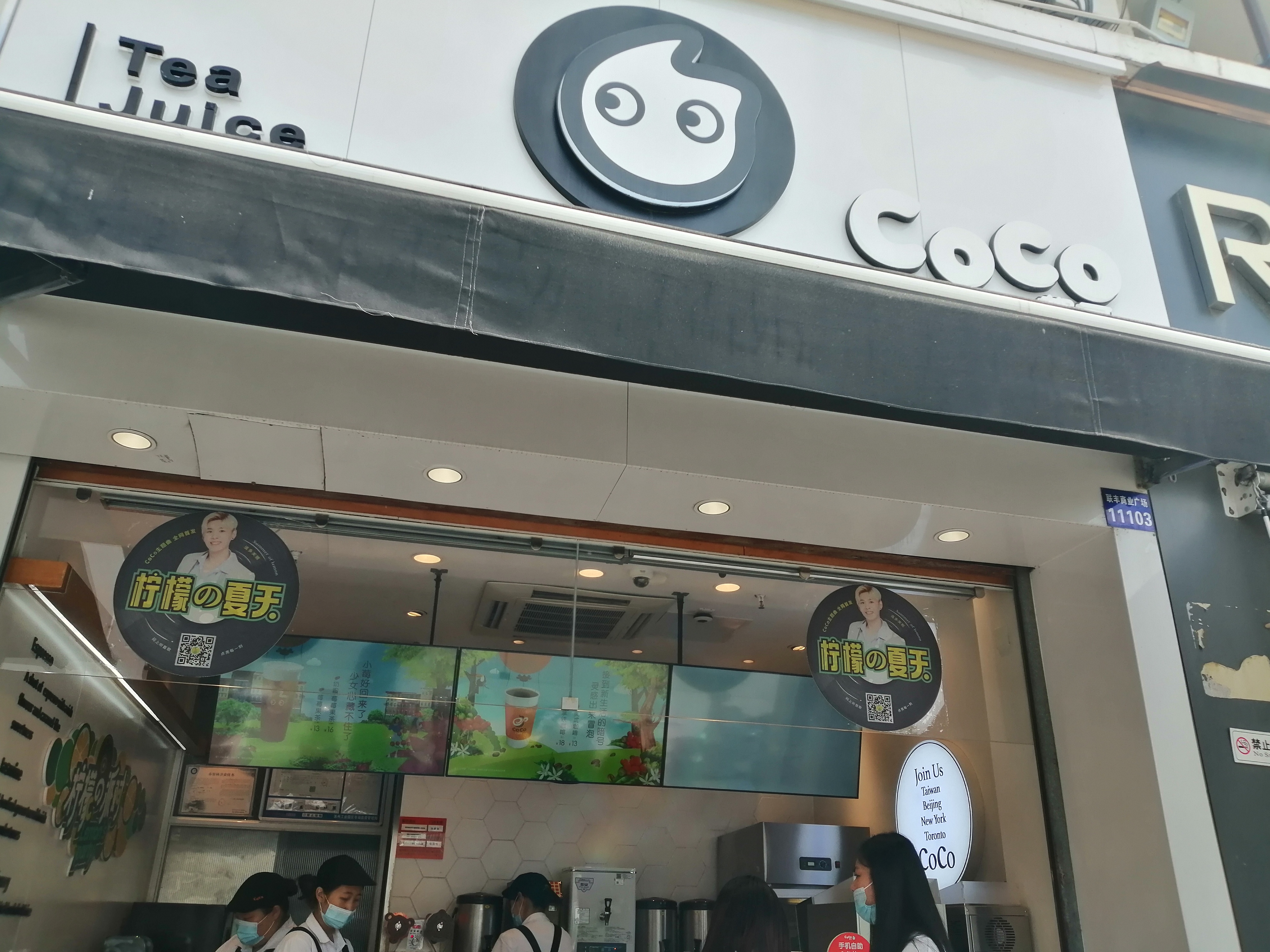
中国大陆江苏省苏州市斜塘联丰店，使用新版门头
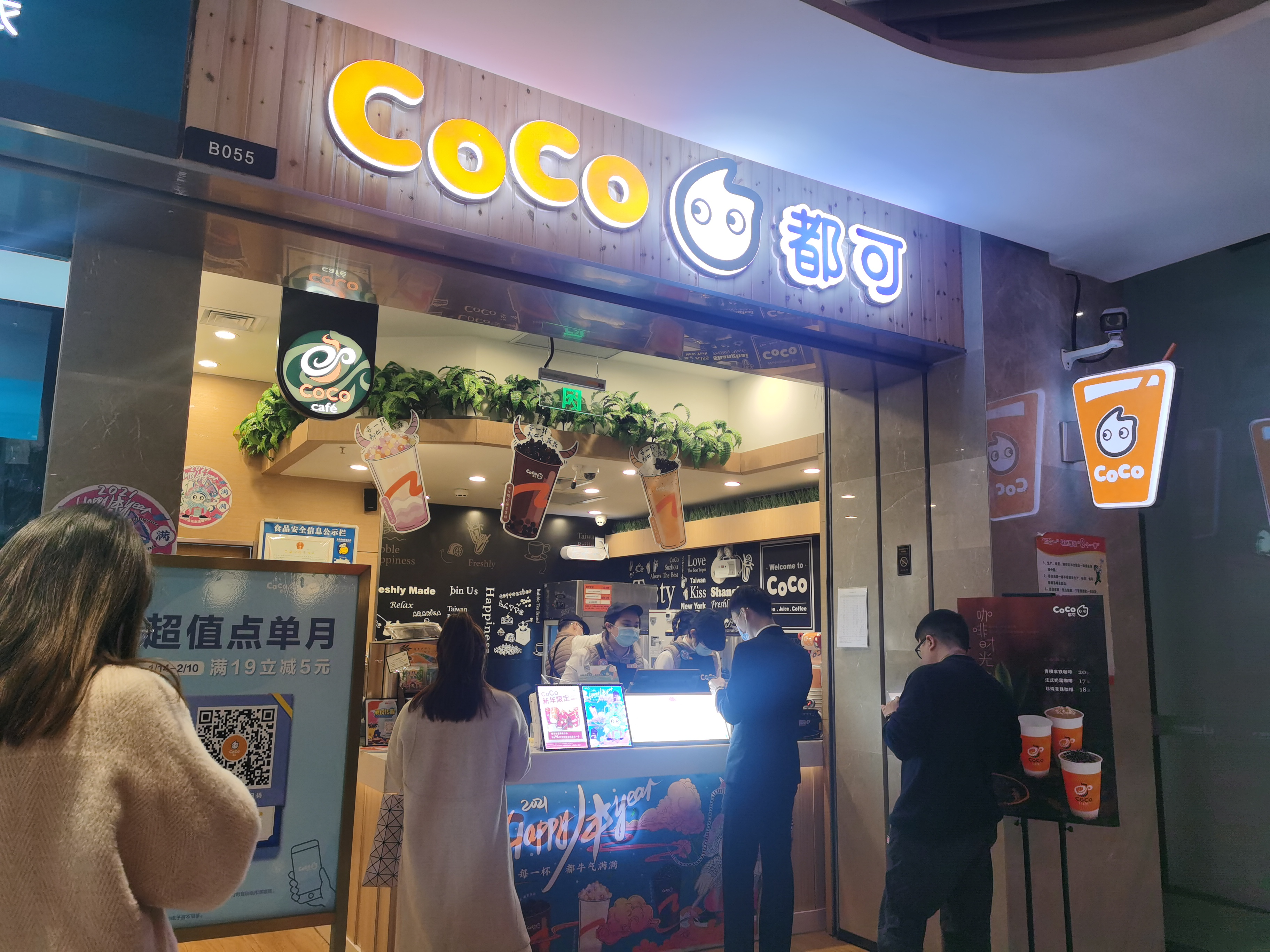
中国大陆江苏省苏州市现代传媒广场店
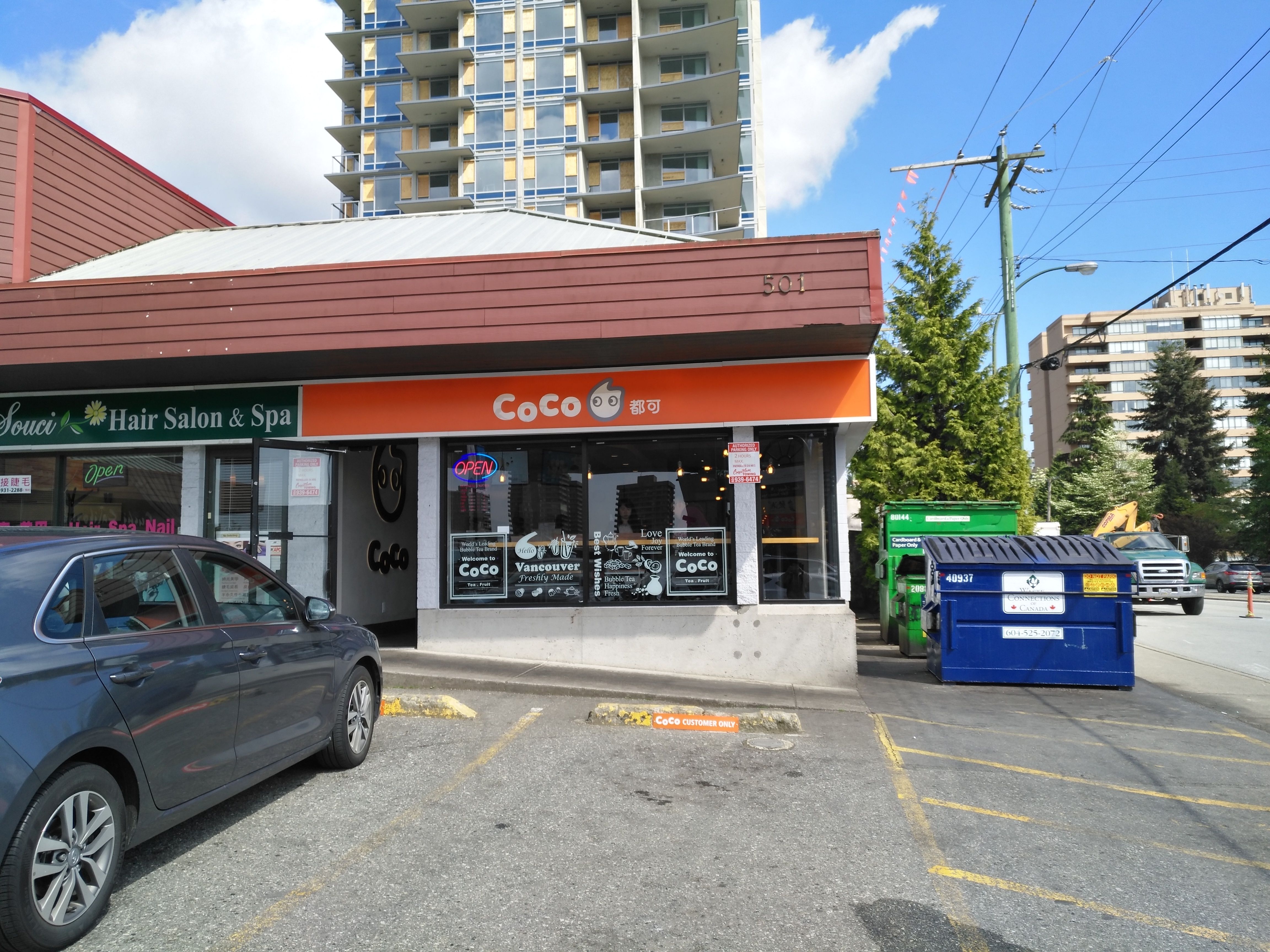
加拿大不列颠哥伦比亚高贵林店

## 外部連結
- 官方网站
- CoCo都可的Facebook專頁
- CoCo都可的Instagram帳戶
- 台灣公司資料 （页面存档备份，存于）
- CoCo都可的新浪微博